# Càrrega militar

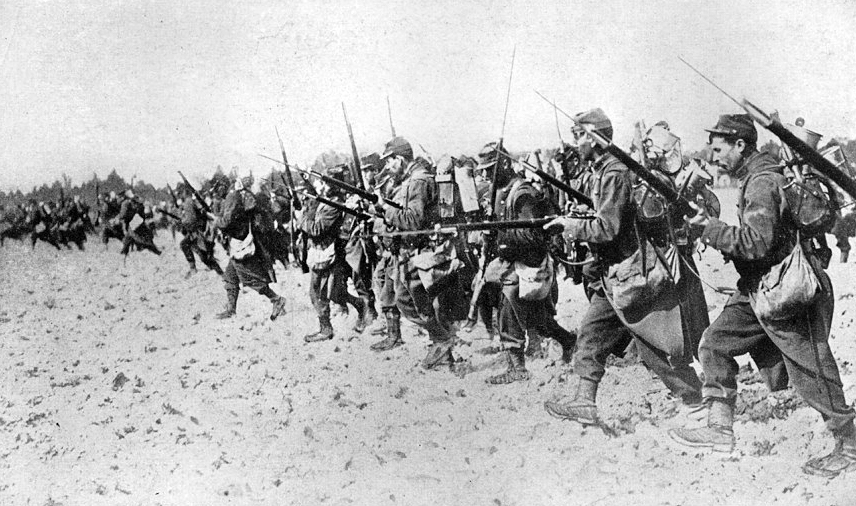
Soldats francesos en una càrrega a la baioneta (1916).

Una càrrega militar és una maniobra consistent en un atac frontal i massiu efectuat amb l'ajuda de la infanteria o la cavalleria. És un atac impetuós i resolt d'una tropa contra la tropa enemiga, sovint referit com un cop suïcida, pel fet que comunament és l'últim recurs d'un comandant que no té més estratègies.
L'objectiu d'una càrrega frontal és entrar en contacte amb l'enemic i desorganitzar-lo, bé per l'envestida, bé pel foc (o el llançament de projectils abans de la invenció de les armes de foc). La càrrega ràpida limita el temps d'exposició als projectils i permet desestabilitzar l'oponent gràcies a l'energia cinètica emmagatzemada. La càrrega lenta permet a la tropa atacant guardar una major cohesió.
La càrrega va ser àmpliament emprada per la falange macedònia, i formava part essencial de les tàctiques militars d'Alexandre el Gran la paradigmàtica Tàctica del martell i l'enclusa, la velocitat aportava un poder de penetració destructiva mitjançant les sarisses amb les que estaven equipats els infants macedonis.

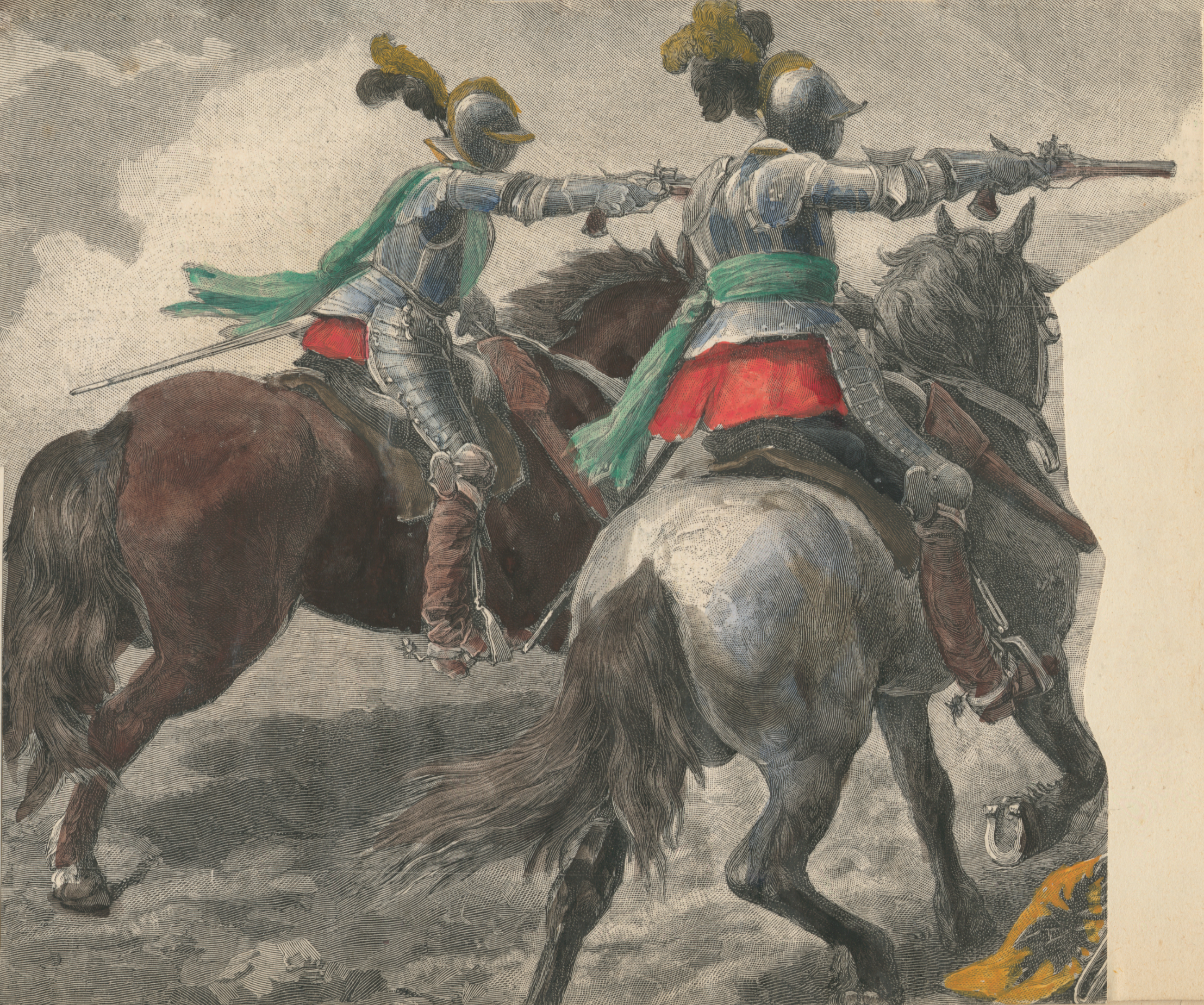
cuirassers del segle XVI

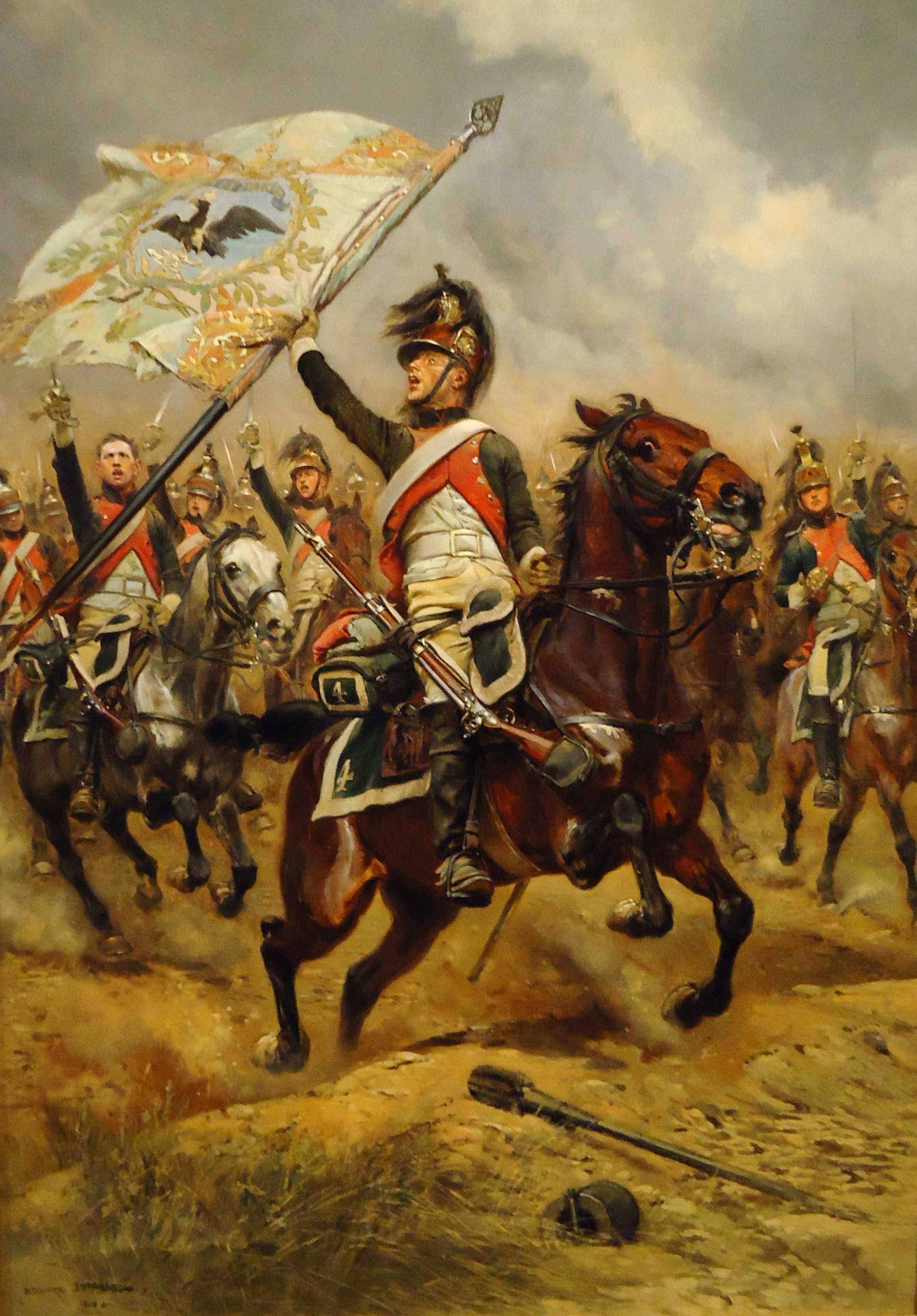
dragó francès al 1806

A l'edat mitjana, va ser el torn dels cavallers europeus. Encara que l'armadura protegia de les bales de mosquet a llarga distància, un cop a l'abast de l'arma, podia travessar-la, i les descàrregues conjuntes devastaven aquestes unitats. Ja en l'Edat Moderna, la generalització de les armes de foc acaba la primacia de la cavalleria pesant i les armadures, fent el cavaller obsolet. La major part de les forces de cavalleria van abandonar la llança, i la cavalleria evoluciona cap a formes de combat més àgils i s'arma amb pistola i sabre, i més tard, amb carrabina. Amb algunes excepcions, la cavalleria disposava de casc, cuirassa sobre un vestit de cuir i botes fins al genoll de pell dura, que protegien contra les estocades de la infanteria. La cavalleria pesant va romandre com els cuirassers. La cavalleria alemanya va desenvolupar la tàctica del caracole, en què la cavalleria s'acostava a la infanteria a trot mitjà, i a unes vint passes disparava el parell de pistoles, atacava els soldats amb els sabres, i es retirava per carregar, i una nova línia de genets la seguia. Com els genets s'acostaven a una velocitat lenta, els mosqueters entrenats delmaven la cavalleria atacant i la tàctica era generalment ineficaç. A meitat del segle xvii, els comandants van abandonar tàctica de la caracole per la càrrega de cavalleria, en què l'esquadró galopava a màxima velocitat i en una formació molt tancada, estrep contra estrep, cap a una posició on es percebia una feblesa de la línia enemiga, per penetrar la línia i trencar la cohesió amb pistoles i espases, creant el pànic. El punt feble de la maniobra era el reagrupament de la formació, i era habitual que després de la càrrega, la cavalleria abandonés el camp de batalla.
Al segle xviii, la infanteria de línia va perpetuar la maniobra de la càrrega amb la carrega a la baioneta que seguia a un breu intercanvi de canonades. Es creu que la primera càrrega d'aquest tipus va tenir lloc a la batalla de Spira (1703)
L'augment de l'abast i precisió aconseguit pels fusells, el rasant de la seva trajectòria i el gran efecte dels seus impactes, va convertir en impossible, o poc menys, els combats amb arma blanca, sent suficient la superioritat del foc per decidir sobre el terreny l'èxit de la lluita. Però en la guerra russojaponesa (1904-1905) els fets van provar que davant d'un enemic tenaç l'argument decisiu per obligar-lo a cedir el camp de batalla era la connexió vigorosa amenaçant de resoldre-ho en una baralla cos a cos (com sovint succeïa).
La utilització d'una càrrega d'infanteria frontal es va mantenir fins i tot en la guerra moderna: va ser la maniobra més ofensiva utilitzada durant la guerra de trinxeres sent utilitzada durant algunes batalles de la Segona Guerra Mundial. La infanteria iniciava la càrrega a la baioneta després d'intercanviar alguns trets, igual que es feia al segle xviii.